# 山根義久
山根 義久（やまね よしひさ、1943年4月3日 - 2025年1月7日）は、鳥取県出身の獣医師。
1989年世界で初めての動物用の超小型の人工心肺装置を試作し、10例中8例の成功例を報告した。獣医療における循環器の権威。
鳥取県立倉吉東高等学校、鳥取大学農学部獣医学科卒業。前日本獣医師会会長。2007年に日本動物高度医療センターを開院（2009年退職）。東京農工大学名誉教授。公益財団法人動物臨床医学研究所理事長。倉吉動物医療センター・山根動物病院／米子動物医療センター会長。

## 学位
医学博士（岡山大学、1979年）「Homologous and heterologous connective tissue tube for vascular substitute(同種および異種結合組織管の代用血管としての応用)」。  
獣医学博士（麻布大学、1985年）「ネコ心筋症における臨床学的・病理形態学的研究 」。

## 略歴
- 1970年 山根動物病院 院長
- 1991年 財団法人動物臨床医学研究所 所長
- 1994年 東京農工大学農学部教授
- 1996年 財団法人動物臨床医学研究所 理事長
- 2004年 社団法人日本獣医師会会長
- 2007年 日本動物高度医療センター開院
- 2009年 日本動物高度医療センター退職
- 2009年 東京農工大学 退職（東京農工大学名誉教授）
- 2010年 倉吉動物医療センター・山根動物病院／米子動物医療センター　会長
- 2025年1月7日 肺水腫により死去。81歳没[4]。

## 著書
- 『イヌ・ネコ家庭動物の医学大百科』
- 『ペットの自然療法事典』
- 『重症患者の管理と診療テキスト』
- 『小動物最新外科学大系 (1)』
- 『メルク獣医マニュアル』

## 出演番組
- これが世界のスーパードクター (TBS)